# ميخائيل كالفر
ميخائيل كالفر (بالإنجليزية: Michael Culver)‏ هو ممثل بريطاني، ولد في 16 يونيو 1938 في هامبستاد في المملكة المتحدة.

## أعمال

### أفلام
- (1963) من روسيا مع الحب[5]
- (1980) الإمبراطورية تعيد الضربات[6][7][8]
- (1984) طريق إلى الهند[9]

## وصلات خارجية
- ميخائيل كالفر على موقع IMDb (الإنجليزية)
- ميخائيل كالفر على موقع ألو سيني (الفرنسية)
- ميخائيل كالفر على موقع قاعدة بيانات برودواي على الإنترنت (الإنجليزية)
- ميخائيل كالفر على موقع إن إن دي بي (الإنجليزية)
- ميخائيل كالفر على موقع قاعدة بيانات الفيلم (الإنجليزية)